# كيت كامبل
كيت ناتالي كامبل, (ولدت في 20 أيار 1992) هي سباحة أسترالية، التي فازت بميدالتين برونزية في الألعاب الأولمبية الصيفية 2008, و ميدالية الذهبية في عام 2012 دورة الألعاب الاولمبية الصيفية و ميدالية ذهبية و فضية في دورة الألعاب الأوليمبية الصيفية عام 2016. هي حاليا حامل الرقم القياسي العالمي الدورة 100 متر حرة.

## روابط خارجية
- كيت كامبل على موقع الاتحاد الدولي للسباحة (الإنجليزية)
- كيت كامبل على موقع الاتحاد الأسترالي للسباحة (مؤرشف)  (الإنجليزية)
- كيت كامبل على موقع SwimRankings.net (الإنجليزية)
- كيت كامبل على موقع اللجنة الأولمبية الدولية (الإنجليزية)
- كيت كامبل على موقع أوليمبيديا (الإنجليزية)
- كيت كامبل على موقع اللجنة الأولمبية الأسترالية (الإنجليزية)
- كيت كامبل على موقع اتحاد ألعاب الكومنولث (مؤرشف) (الإنجليزية)